# Hypena poa
Hypena poa là một loài bướm đêm trong họ Erebidae.